# Cantó de La Roche-sur-Yon-Nord
El cantó de La Roche-sur-Yon-Nord és un cantó francès del departament de la Vendée, situat al districte de La Roche-sur-Yon. Té 3 municipis i el cap es La Roche-sur-Yon.

## Municipis
- La Roche-sur-Yon (part)
- Mouilleron-le-Captif
- Venansault

## Història
| Data d'elecció                           | Identitat         | Partit           | Qualitat |
| ---------------------------------------- | ----------------- | ---------------- | -------- |
| 1973-1979                                | M. Thibaudeau     | UDR              |          |
| 1979-1985                                | Jacques Auxiette  | PS               |          |
| 1985-1992                                | Jean-Luc Préel    | UDF              |          |
| 1992-1998                                | Maurice Bedon     | UDF, després MPF |          |
| 1998-                                    | Philippe Darniche | PS               |          |
| les dades anteriors no són pas conegudes |                   |                  |          |
|                                          |                   |                  |          |